# Офорт
Офорт (от френски: eau-forte – буквално „силна вода“, разбира се като азотна киселина) е графична техника, при която се гравира рисунка с острие върху грунд, покриващ метална плочка, обикновено цинкова или медна. Следва ецване – потапяне в киселина, която разяжда метала там, където са гравирани линиите и металът е открит. После грундът се премахва чрез напоена с разредител кърпа, а разядените линии се изпълват с мастило. От така получената матрица (клише) се получават отпечатъци върху влажна хартия с помощта на преса на принципа на дълбокия печат. При отпечатването може да бъде добавен цвят. Възможно е съчетаването с други графични техники, например акватинта, литография.
Техниката предполага възможността за отпечатването на голям тираж от изображения. Затова за оригинали се смятат само отпечатъците, подписани ръчно от автора с ясно указване на поредния номер на отпечатъка. Използва се сигнатурата E/A, ако техниката е смесена; a/b, където a е поредният номер, а b – общият брой на отпечатъците, смятани за оригинали. Невинаги по-ранният номер на оригинала гарантира неговото по-високо качество и неговата по-висока ценност.
Освен това матрицата може многократно да бъде доработвана от своя автор. Отпечатъците от доработените матрици се наричат състояния. Така се наричат и авторските работни отпечатъци преди творбата да бъде завършена.
Техниката на офорта е била един от предпочитаните методи в творчеството на Рембранд. За разяждане на плочата той използва оцетна киселина, която е много слаба. Процесът трае понякога месец, но в резултат се образуват изключително фини щрихи и безброй полутонове. Един отпечатък от офорта му „Христос изцелява болните“ се продава за невероятната сума от 100 гулдена, което е причина тази негова творба да остане в историята на изкуството под името „Листът за сто гулдена“.